# 南部昌江
南部 昌江（なんぶ まさえ、1960年 - ）は日本のキーボーディスト、作曲家、セッション・ミュージシャンである。北海道帯広市出身。初期は水沢朱里名義で作・編曲家として活動。
夫はギタリストで同様にセッション・ミュージシャンである松原正樹。1995年発表の「流宇夢サンド'95」以来、アルバムに参加している。

## 来歴
北海道帯広柏葉高等学校卒業。エレクトーン奏者として、全国・世界の大会で入賞を重ねる。後にヤマハ音楽振興会の所属プレイヤーとして活動。
その後水沢朱里名義で作曲家として活動。早見優、原田知世、荻野目洋子等の作曲・編曲、数多くのCMソングを手掛ける。
1989年に夫である松原、春名正治、島健、石川雅春、伊藤広規、佐野聡と「TRIFORCE」を結成。また1996年には松原、安藤芳彦、河内淳貴と「ON-DO」を結成した。
長い経歴に対してソロアルバムは2005年に発表した「nanboo!」のみ。1970年代から1980年代初期を意識したサウンドとなっている。

## ディスコグラフィ
- nanboo! （2005.8.24 Tahara-Inc/Rocking Chair Records）

## 提供曲
- 守谷香 - 「野ばらの肖像」「帰らない」